# Atriplex crassifolia
Atriplex crassifolia är en amarantväxtart som beskrevs av Carl Friedrich von Ledebour. Atriplex crassifolia ingår i släktet fetmållor, och familjen amarantväxter. Inga underarter finns listade i Catalogue of Life.